# العلاقات الصينية الفنلندية
العلاقات الصينية الفنلندية هي العلاقات الثنائية التي تجمع بين الصين وفنلندا.

## مقارنة بين البلدين
هذه مقارنة عامة ومرجعية للدولتين:
| وجه المقارنة                                              | الصين                    | فنلندا                                                                               |
| --------------------------------------------------------- | ------------------------ | ------------------------------------------------------------------------------------ |
| المساحة (كم2)                                             | 9.60 مليون               | 338.42 ألف                                                                           |
| عدد السكان (نسمة)                                         | 1.33 مليار               | 5.52 مليون                                                                           |
| الكثافة السكانية (ن./كم²)                                 | 138.54                   | 16.31                                                                                |
| العاصمة                                                   | بكين                     | هلسنكي                                                                               |
| اللغة الرسمية                                             | اللغة الصينية القياسية   | اللغة الفنلندية، اللغة السويدية                                                      |
| العملة                                                    | رنمينبي                  | يورو، ماركا فنلندية                                                                  |
| الناتج المحلي الإجمالي (بليون دولار)                      | 12.24 تريليون            | 251.88 مليار                                                                         |
| الناتج المحلي الإجمالي (تعادل القوة الشرائية) بليون دولار | 19.82 تريليون            | 231.84 مليار                                                                         |
| الناتج المحلي الإجمالي الاسمي للفرد دولار أمريكي          | 8.03 ألف                 | 42.31 ألف                                                                            |
| الناتج المحلي الإجمالي للفرد دولار أمريكي                 | 13.21 ألف                | 40.68 ألف                                                                            |
| مؤشر التنمية البشرية                                      | 0.728                    | 0.883                                                                                |
| رمز المكالمات الدولي                                      | +86                      | +358                                                                                 |
| رمز الإنترنت                                              | .cn، .中国 ‏، .中國 ‏      | .fi                                                                                  |
| المنطقة الزمنية                                           | توقيت الصين، ت ع م+08:00 | ت ع م+02:00، ت ع م+03:00، أوروبا/هلسنكي ‏، توقيت شرق أوروبا، توقيت شرق أوروبا الصيفي ‏ |

## مدن متوأمة
في ما يلي قائمة باتفاقيات التوأمة بين مدن صينية وفنلندية:
- ترتبط كونمينغ مع يوفاسكولا باتفاقية توأمة منذ 1982.
- ترتبط هايكو مع كوسامو باتفاقية توأمة منذ 21 أبريل 2013.[14][14][14][14]
- ترتبط بكين مع سالو باتفاقية توأمة منذ 14 مارس 1979.
- ترتبط تايتشو مع كوتكا باتفاقية توأمة منذ 2001.[15]
- ترتبط فوشون مع كوكولا باتفاقية توأمة منذ 1988.
- ترتبط ونجو مع كوفولا باتفاقية توأمة منذ 1 أكتوبر 2002.[16][16][16][16]
- ترتبط سوجو مع ريهيماكي باتفاقية توأمة منذ 14 يونيو 2005.
- ترتبط شانغهاي مع إسبو باتفاقية توأمة منذ 1985.[17][17][17][17]
- ترتبط جينان مع فانتا باتفاقية توأمة منذ 1985.
- ترتبط مودانجيانغ مع يوفاسكولا باتفاقية توأمة منذ 23 ديسمبر 1991.
- ترتبط بودونغ مع كووبيو باتفاقية توأمة.
- ترتبط جيوجيانغ مع كايآني باتفاقية توأمة.
- ترتبط ديانغ مع لاهتي باتفاقية توأمة.
- ترتبط نانتشانغ مع فالكياكوسكي باتفاقية توأمة.

## منظمات دولية مشتركة
يشترك البلدان في عضوية مجموعة من المنظمات الدولية، منها:
| علم المنظمة | اسم المنظمة                               | تاريخ انضمام الصين | تاريخ انضمام فنلندا |
| ----------- | ----------------------------------------- | ------------------ | ------------------- |
|             | بنك التنمية الآسيوي                       | 1986               | 1966                |
|             | وكالة ضمان الاستثمار متعدد الأطراف        | 30 أبريل 1988      | 28 ديسمبر 1988      |
|             | الأمم المتحدة                             | 25 أكتوبر 1971     | 14 ديسمبر 1955      |
|             | الفريق المعني برصد الأرض                  | ?                  | ?                   |
|             | منظمة حظر الأسلحة الكيميائية              | ?                  | ?                   |
|             | منظمة التجارة العالمية                    | 11 ديسمبر 2001     | 1995                |
|             | منظمة الشرطة الجنائية الدولية             | ?                  | ?                   |
|             | البنك الإفريقي للتنمية                    | ?                  | ?                   |
|             | مؤسسة التنمية الدولية                     | 24 سبتمبر 1960     | 29 ديسمبر 1960      |
|             | يونسكو                                    | 4 نوفمبر 1946      | 10 أكتوبر 1956      |
|             | الاتحاد البريدي العالمي                   | ?                  | ?                   |
|             | البنك الدولي للإنشاء والتعمير             | 27 ديسمبر 1945     | 14 يناير 1948       |
|             | المنظمة الهيدروغرافية الدولية             | ?                  | ?                   |
|             | الاتحاد الدولي للاتصالات                  | 1 سبتمبر 1920      | 1 سبتمبر 1920       |
|             | مؤسسة التمويل الدولية                     | 15 يناير 1969      | 20 يوليو 1956       |
|             | المركز الدولي لتسوية المنازعات الاستشارية | 6 فبراير 1993      | 8 فبراير 1969       |
|             | مجموعة الموردين النوويين                  | ?                  | ?                   |

## وصلات خارجية
- موقع وزارة الخارجية الصينية
- موقع وزارة الخارجية الفنلندية